# Ole Kolterud
Pour les articles homonymes, voir Kolterud.
Ole Andreas Cristiansen Kolterud, né le 1er mai 1903 à Nordre Land et mort le 6 décembre 1974 à Hønefoss, est un coureur du combiné nordique norvégien.

## Biographie
Frère de Sverre Kolterud, également coureur de combiné, il représente le club Nordre Land Idrettslag. Il réalise sa meilleure saison en 1927, remportant la course de combiné au Festival de ski de Holmenkollen et le titre de champion de Norvège.
Son point fort est le saut à ski, en témoigne son saut aux Jeux olympiques d'hiver de 1928, à Saint-Moritz, où il atterrit le plus loin au deuxième essai. Cependant, il chute et ne peut jouer les médailles. Il se classe huitième de la compétition.
Ole Kolterud pratique d'autres sports en compétition tels que le football, l'athlétisme et la course d'orientation.